# Christoffelbildstock

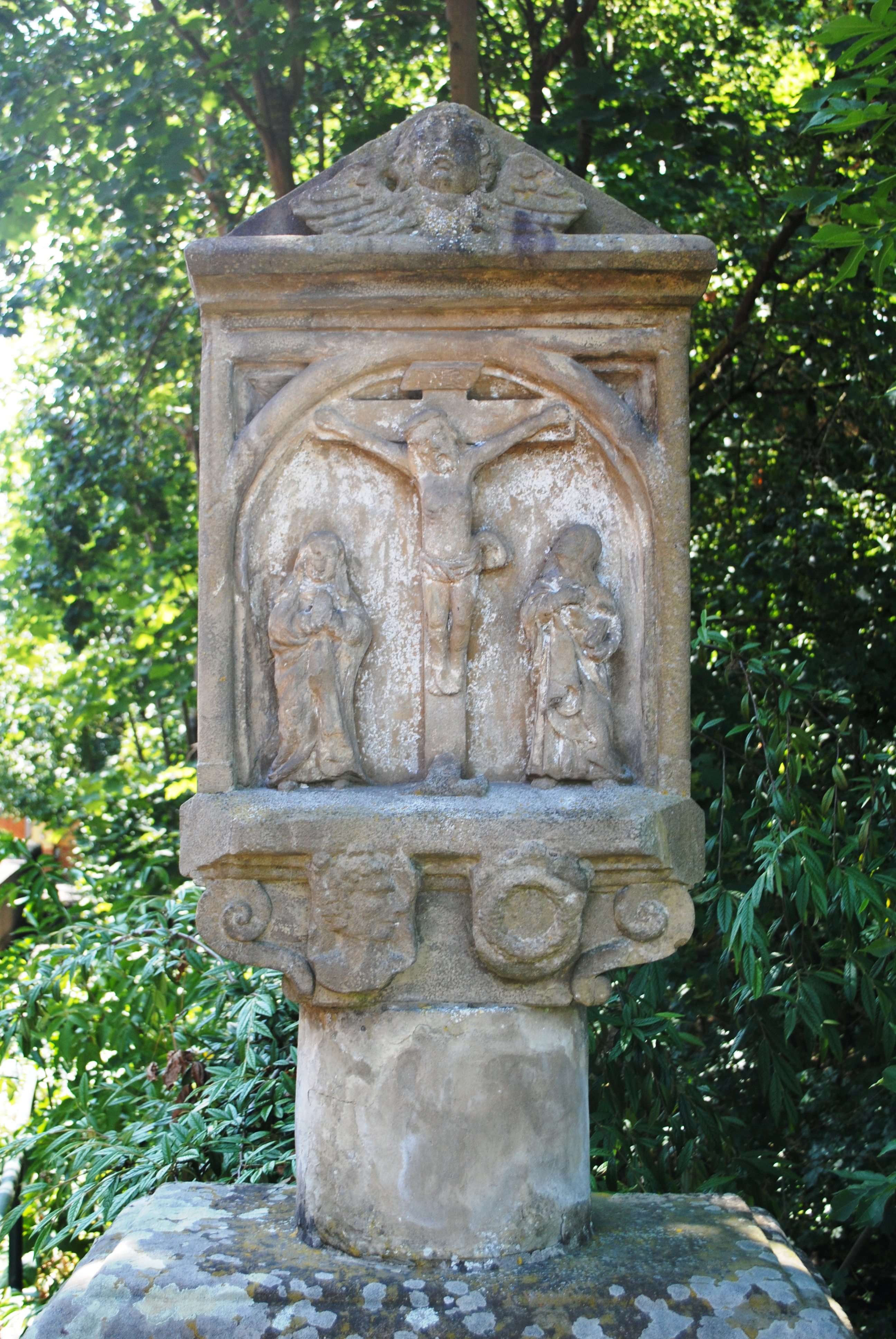
Der Bildstock in Münsterschwarzach

Der sogenannte Christoffelbildstock in Münsterschwarzach befindet sich am Rande der Brücke über die Schwarzach. Wie der andere Bildstock des Dorfes steht auch dieser an der Schweinfurter Straße.

## Geschichte
Der Bildstock wurde im Jahr 1607 neben der Brücke aufgestellt. Stifter war der Wirt Christoph Mahr des Gasthofs Zum Benediktiner in Münsterschwarzach. Eine Inschrift auf der Rückseite der Marter belegt dies. Sie lautet: „Gott und Maria der Jungfrauen, zu Ehren ich erbauet ward, als man zählt im siebenten Jahr, vom  wirtt vorm Closter Christoffel Mahr, Regina sein ehliche Hausfrau war. anno 1607.“ Das Bayerische Landesamt für Denkmalpflege ordnet den Bildstock unter der Nummer D-6-75-165-31 als Baudenkmal ein.

## Beschreibung
Der Bildstock ähnelt dem Ölbergbildstock in Volkach-Fahr, der im Jahr 1626 errichtet wurde und ebenfalls vier Seiten hat. Auf dem älteren Münsterschwarzacher Stock ist auf der Vorderseite eine Kreuzigungsgruppe mit einem Engelskopf darüber dargestellt. Zwei Medaillons auf dem Schaft enthalten einen Lorbeerkranz und ein Cäsarenhaupt. Auf der Rückseite befindet sich unterhalb der Inschrift ein Totenkopf.
Die Seitenflächen tragen die Namen Christoffel und Regina des Stifterehepaars. Sie werden durch die jeweiligen Heiligen verkörpert. Der heilige Christophorus in der Tracht des 17. Jahrhunderts mit einem Wams trägt das Jesuskind, das sich an seinen Haaren festhält, auf seinen Schultern durch einen Fluss.